# NGC 663
NGC 663 sau Caldwell 10 este un roi deschis tânăr, ce conține aproximativ 400 de stele, localizat în constelația Cassiopeia. 